# San Pablo de Lípez
San Pablo de Lípez è un comune (municipio in spagnolo) della Bolivia nella provincia di Sud Lípez (dipartimento di Potosí) con 2.688 abitanti (dato 2010).

## Cantoni
Il comune è suddiviso in 3 cantoni.
- Quetena Grande
- San Antonio de Lípez
- San Pablo de Lípez